# Freestyle al XVII Festival olimpico invernale della gioventù europea
Le gare di freestyle al XVII Festival olimpico invernale della gioventù europea si sono svolte dal 10 al 15 febbraio 2025 alla Didveli di Bakuriani
Sono state disputate due gare maschili e due gare femminili, per un totale di 4 gare.

## Comitati olimpici partecipanti
Ogni nazione ha potuto iscrivere un massimo di 4 atleti, 2 uomini e 2 donne. In seguito alla sospensione degli atleti di Russia e Bielorussia da tutte le competizioni sportive dovuta all'invasione russa dell'Ucraina del 2022 le loro delegazioni non sono state incluse tra i comitati partecipanti, che sono elencati come segue:
- Austria (2)
- Rep. Ceca (2)
- Danimarca (2)
- Estonia (2)
- Finlandia (2)
- Francia (4)
- Regno Unito (2)
- Italia (2)
- Lettonia (1)
- Lituania (1)
- Polonia (2)
- Slovenia (1)
- Svizzera (2)
- Svezia (4)
- Ucraina (2)

## Podi

### Ragazzi
| Evento                | Oro                        | Argento          | Bronzo                     |
| Slopestyle (dettagli) | Viktor Alexander Maksyagin | Benjamin Lengger | Victor Knutsen             |
| Big air (dettagli)    | Benjamin Lengger           | Victor Knutsen   | Viktor Alexander Maksyagin |

### Ragazze
| Evento                | Oro             | Argento         | Bronzo        |
| Slopestyle (dettagli) | Simona Revjagin | Sije Kinkead    | Sandra Caune  |
| Big air (dettagli)    | Sandra Caune    | Simona Revjagin | Estrid Fahlén |

## Medagliere
| Posiz. | Nazione     | Oro | Argento | Bronzo | Totale |
| ------ | ----------- | --- | ------- | ------ | ------ |
| 1      | Estonia     | 1   | 1       | 0      | 2      |
| 1      | Austria     | 1   | 1       | 0      | 2      |
| 3      | Regno Unito | 1   | 0       | 1      | 2      |
| 3      | Svizzera    | 1   | 0       | 1      | 2      |
| 5      | Svezia      | 0   | 1       | 2      | 3      |
| 6      | Danimarca   | 0   | 1       | 0      | 1      |
| Totale | Totale      | 4   | 4       | 4      | 12     |